# ジャン・ミトリ
ジャン・ミトリ（Jean Mitry、本名Jean-René-Pierre Goetgheluck Le Rouge Tillard des Acres de Presfontaines、1907年11月7日 ソワソン - 1988年1月18日 ラ・ガランヌ＝コロンブ）は、フランスのもっとも重要で国際的な名声を得ている映画批評家・映画理論家であり映画作家。シネマテーク・フランセーズの共同設立者としても知られる。

## 来歴
- 1907年11月7日、フランス・エーヌ県ソワソンで生まれる。
- 1927年4月7日、見習い助監督としてついたアベル・ガンス監督『ナポレオン Napoléon』が公開。
- 1932年、ジャン・ルノワール監督の映画『十字路の夜 La Nuit du carrefour』（原作ジョルジュ・シムノン）に出演する。アルセーヌ役。
- 1936年9月2日、ラングロワ、ジョルジュ・フランジュ、ポール＝オーギュスト・アルレとともにシネマテーク・フランセーズ設立。
- 1949年、9分の短篇映画『パシフィック231 Pacific 231』を撮る。
- 1959年9月23日、長編映画『Énigme aux Folies-Bergère』が公開になる。
- 1968年、ジャニーヌ・バザン、アンドレ・S・ラバルトプロデュースのテレビシリーズ『われらの時代のシネアストたち Cinéastes de notre temps』の一編『第一波 La première vague』（演出ノエル・バーチ/ジャン＝アンドレ・フィエシ）に、映画監督マルセル・レルビエ、ジャン・ドレヴィル、アルベール・カヴァルカンティ、アンリ・ディアマン＝ベルジェ、アドニス・キルー、ジョルジュ・フランジュ、美術デザイナーリュシアン・アゲッタン、脚本家ミシェル・デュラン、ジャン＝ルイ・ブケー、女優・助監督エヴ・フランシス、映画プロデューサーアレクサンドル・カマンカ、批評家ジャック・シクリエ、作家クロード・オリエ、作曲家マリウス＝フランソワ・ガイヤールとともに出演。ヌーヴェルヴァーグの先駆と位置づけられる。
- 1988年1月18日、オー＝ド＝セーヌ県ラ・ガランヌ＝コロンブで死去。

## 人物
高等映画学院（IDHEC）とモントリオール大学、パリ第一大学で教鞭をとっていた。
第七芸術についての数々の作品の作家であり、それは、シネアストたちに関する12の研究論文、『映画における美学と心理学 Esthétique et psychologie du cinéma』（1963年 - 1965年）、5巻にわたる映画史（1960年 - 1970年）、そして、クリスチャン・メッツ（Christian Metz）について扱った『記号学の問題 la sémiologie en question』（1987年）である。
実験的短篇映画の演出も行なっている。もっとも知られているものは、『パシフィック231 Pacific 231』である。アルテュール・オネゲルの音楽についての映画であり、1949年に公開され、同年カンヌ国際映画祭（festival de Cannes 1949）最優秀編集賞を獲得した。1952年の短編映画、アレクサンドル・アストリュック（Alexandre Astruc）監督の『恋ざんげ Le Rideau cramoisi』の編集のために、カンヌ国際映画祭のコンペティション外に参加した。

## フィルモグラフィー
- Paris cinéma 共同監督ピエール・シュナール（Pierre Chenal） 1929年
- パシフィック231 Pacific 231　1949年
- En bateau = Claude Debussy 1952年
- Images pour Debussy = Reflets dans l'eau et 1ère arabesque 1952年
- Rêverie de Claude Debussy 1952年
- Symphonie mécanique 1955年
- Énigme aux Folies-Bergère 1959年

## 書籍
- 映画における美学と心理学 Esthétique et psychologie du cinéma 1963年 - 1965年

原語（仏語）版 Collection « Septième Art » N° 111, 2001年5月1日 ISBN 2204066257
日本語版は『映画理論集成 新装版』（フィルム・アート社）に所収。
- La Sémiologie en question Collection « Septième Art » N° 81 1987年2月1日 ISBN 2204026301
- Charlot et la "fabulation" chaplinesque / Jean Mitry. - Paris : Ed. Universitaires, 1965年